# Terror of the Range
Terror of the Range er en amerikansk stumfilm fra 1919 af Stuart Paton.

## Medvirkende
- George Larkin som John Hardwick
- Betty Compson som Thelma Grant
- Horace B. Carpenter som James Grant
- Fred Malatesta som John
- Ora Carew